# Смоленская область
Смоле́нская о́бласть (разг. Смоле́нщина) — субъект Российской Федерации, входит в состав Центрального федерального округа.
Административный центр — город Смоленск. Расстояние от Смоленска до Москвы — 365 км, до Минска — 331 км.
На западе граничит с Беларусью (Витебская и Могилёвская области), на севере — с Псковской и Тверской областями, на востоке — с Московской областью, на юго-востоке — с Калужской областью, на юге — с Брянской областью.
Образована 27 сентября 1937 года на территории Западной области.
Была награждена орденом Ленина (1958).

## Физико-географическая характеристика

### Географическое положение
Смоленская область расположена в центральной части Восточно-Европейской (Русской) равнины. Большую часть области занимает Смоленско-Московская возвышенность, на северо-западе располагается Прибалтийская низменность, на юге — Приднепровская низменность. На западе область граничит с Беларусью (Витебская и Могилёвская области), на севере — с Псковской и Тверской областями, на востоке — с Московской областью, на юго-востоке с Калужской областью, на юге — с Брянской областью. Протяжённость с севера на юг составляет 300 км, а с запада на восток — 290 км. Часть территории Смоленской области вдоль границы с Беларусью включена в состав пограничной зоны, режим доступа в пределы которой формально ограничен.

### Рельеф
В целом поверхность волнистая, с холмистыми участками и сравнительно глубоко врезанными речными долинами.
Большая часть территории находится в пределах Смоленской, Духовщинской (до 282 м) и Вяземской возвышенностей. Максимальная отметка региона — 321 м (у деревни Марьино Вяземского района). На северо-западе — моренные гряды (Слободская (до 241 м) и другие), участки Витебской (до 232 м) и Валдайской возвышенностей. На востоке участок Московской возвышенности (высоты до 255 м).
Низины — Вазузская, Верхнеднепровская, Березинская; Приднепровская низменность на крайнем юге области с абсолютными отметками от 175 до 180 м и Прибалтийская в северо-западной части, где находится самая низкая отметка — 141 м по берегу реки Западная Двина на границе с Беларусью.

### Полезные ископаемые
На территории области обнаружено около 30 видов полезных ископаемых, имеющих осадочное происхождение. Наиболее распространённые: бурый уголь, различные глины и суглинки, торф, каменная соль, песчано-гравийные материалы и булыжный камень, стекольные, формовочные и строительные пески, известковые туфы, известняки, доломиты, мел, мергели, фосфориты, трепела (олоки), глауконит, гипс, сапропели, лечебные грязи, минеральные воды, рассолы, а также различные руды, охра, серный колчедан, ратовкит, вивианит, кремний, горный хрусталь. Большинство месторождений разведано и эксплуатируется.
В восточной и юго-восточной частях области залегают бурые угли Подмосковного угольного бассейна. Детально разведаны около 30 месторождений суммарным запасом 400 млн т.
Распространены поверхностные залежи торфа, насчитывается 1154 месторождения с общими запасами более 300 млн т, особенно массивные находятся в Духовщинском и Руднянском районах. Насчитывается 233 месторождения сапропелей с общими запасами 170 млн т.
Разведаны месторождения каменной соли — вскрыты пласты мощностью от 15 до 51 м с прослойками калийных солей, фосфоритов — общие запасы до 10 млн т с содержанием Р2O5 до 18 %.
Повсеместно распространены известковые туфы, общий запас которых около 7 млн т, известняки (сравнительно неглубоко залегают в центральной и западной частях области, общие запасы 2,4 млн м³); мел (распространён в южной части области, максимальная толщина пласта до 36 м); огнеупорные, лёгкоплавкие, бентонитовые и строительные глины; доломиты, мергель, трепел, глауконит, гипс, стекольные и строительные пески, песчано-гравийные материалы.
Кроме того, встречаются лечебные грязи и высококачественные минеральные воды и рассолы.

### Климат
Климат умеренно континентальный. Средняя температура января −6…−9 °C, июля +17…+19 °C. Для большей части области различия в температуре невелики, лишь южные районы имеют более высокую температуру (примерно на 1°). Относится к избыточно увлажняемым территориям, осадков от 630 до 730 мм в год, больше в северо-западной части — где чаще проходят циклоны, максимум летом. Среднегодовое количество дней с осадками от 170 до 190. Вегетационный период 129—143 дня. Период с положительной среднесуточной температурой воздуха продолжается 213—224 дня. Средняя продолжительность безморозного периода 125—148 дней. Для области характерна значительная изменчивость циркуляции атмосферы в течение года, что приводит к весьма заметным отклонениям температуры и осадков от средних многолетних. Распределение осадков в течение года также неравномерно — наибольшее количество их выпадает летом (порядка 225—250 мм). За год в целом преобладают ветры западного, юго-западного и южного направлений. Также Смоленская область характеризуется высокой облачностью (наибольшее количество ясных дней весной — до 10 %).
На территории региона действуют четыре метеорологические станции Росгидромета, действует Смоленская аэрологическая станция.

### Гидрография

Вазузское водохранилище на территории Гагаринского района Смоленской области

Основная река области — Днепр с притоками Сож, Десна, Вопь, Вязьма. К бассейну Волги относятся реки Вазуза и её приток Гжать, а также приток Оки река Угра. На северо-западе протекает короткий участок Западной Двины и её приток река Каспля.
В области несколько сотен озёр, из них особенно красивы ледниковые на северо-западе (более 160 с площадью зеркала не менее 1 га): Каспля, Свадицкое, Велисто и др. Самое крупное среди них Акатовское (655 га), самое глубокое — Баклановское (28 метров). Самое крупное карстовое озеро — Калыгинское.
Среди крупных водохранилищ можно подчеркнуть снабжающие водой Москву Вазузское и Яузское водохранилища на северо-востоке, а также охладители электростанций — Смоленское водохранилище на севере у посёлка Озёрного и Десногорское водохранилище на юге области около города Десногорска.
В недрах залегают около 40 водоносных горизонтов. Общие ресурсы инфильтрации подземных вод оцениваются в 4,75 млрд м³/год.

### Почвы
Преобладающим типом почв являются дерново-подзолистые (78 % площади) в южной части области в основном супесчаного в остальной части суглинистого типов. Реже встречаются типичные подзолы, дерновые, различные виды болотных и пойменных почв. Отмечается низкое содержание гумуса и деградация плодородия, а в результате прекращения мелиорации местами развивается водная эрозия почв.

### Растительность
Смоленская область расположена в подтаёжной зоне смешанных широколиственно-темнохвойных лесов. Растительность представлена лесами, лугами, болотами, водной растительностью, посевами культурных растений. Леса (осина, берёза, ель и др.) на 2000-е занимают около 38,2 % территории. Высокая лесистость в Угранском, Демидовском, Духовщинском и Холм-Жирковском районах (более 50 % территории районов покрыто лесами). На территории области преобладают мелколиственные и хвойные породы, среди которых наиболее многочисленны берёза двух видов и ель (приблизительно по 35 % от общего количества деревьев), также большую долю составляют сосна и осина (около 12 % по отдельности), меньше распространены два вида ольхи. Довольно обильны и широколиственные породы: дуб, липа, ясень, клён, два вида вяза, составляющие заметную примесь в лесах, а в ряде случаев доминирующие в древостое. Во флоре лугов преобладают многолетние виды: тимофеевка луговая, овсяница луговая, мятлик луговой, ежа сборная и др. и вместе с бобовыми культурами (клевер) составляют основу растительного покрова. Широко распространены на лугах однолетние полупаразиты: погремок малый, очанки, мытники. В почвах лугов насчитывается до 80 видов водорослей. Болота занимают на территории области значительные площади с преобладанием низинных болот. На них произрастают различные виды осок (острая, пузырчатая, лисья), тростник обыкновенный, хвощ болотный, хвощ приречный и др.; на почве — зелёные блестящие гипновые мхи. Из древесных растений на болотах можно встретить сосну обыкновенную, берёзу пушистую и некоторые виды ив.
Общая площадь лесного фонда — 2100 тыс. га, запасы древесины — около 230 млн м³, в том числе хвойных пород — 55 млн м³. Запасы распространены неравномерно, в основном в верховьях Днепра и на юге — юго-востоке (по долине р. Угры). Выделяются незначительные участки широколиственно-сосновых лесов на крайнем юге и сосновых лесов в Прибалтийской низменности.

### Животный мир
В области обитают представители 14 типов животных. Некоторые виды, обитающие на территории Смоленской области, занесены в Красную книгу области и России.
Из млекопитающих в области встречаются: кабан, заяц-русак, лось, лисица, волк, куница, бурый медведь и др.
Из птиц — дятел, снегирь, дрозд, глухарь, филин, аист и др.
В водоёмах области обитает более 45 видов рыб (обычный ёрш, карась, карп, лещ, окунь, плотва, ротан, щука, сом), часть из них завезённые.
Многочисленны различные насекомые. Достоверно выявлено около 2000 видов, что составляет только 10 % от их реального количества на территории области.
В области обитает несколько видов рептилий — ящерицы (ломкая веретеница, прыткая ящерица) и змеи (обыкновенная гадюка, уж обыкновенный, медянка).
Земноводные представлены тритонами (обыкновенный и гребенчатый), жабами (серая и зелёная) и лягушками (травяная, озёрная, прудовая, съедобная).

### Охрана природы и экологическое состояние
На территории Смоленской области создан национальный парк «Смоленское Поозерье» общей площадью около 150 тыс. га, охраняющий, в том числе и значимые фонды леса от распространившейся незаконной вырубки. Парк был создан в 1992 году на основании специального постановления правительства Российской Федерации. Также действует природный парк Гагаринский природный парк общей площадью 55 тыс. га, созданный в 2007 году.
В настоящее время охране подлежат 131 вид животных, 87 видов растений, 1 вид грибов и 2 вида лишайников — все они занесены в Красную книгу Смоленской области. Материалы, помещённые в Красную книгу, в некоторой степени носят предварительный характер.
В области функционирует 13 государственных биологических заказников, общей площадью — 293,655 тыс. га: общевидовые (Шумячский, Хиславичский), заказники выхухоли (Соловьёвский), кабана (Междуреченский), косули (Угранский, Велижский), глухаря (Смоленский, Руднянский, Дорогобужский), выдры, бобра (Ершичский, Сычёвский), оленя (Ельнинский), лося (Краснинский).
Экологические проблемы Смоленской области:
- загрязнение токсичными, бытовыми и другими отходами (техногенная перегрузка, нерациональная структура производства и природопользования)
- недостаточный уровень экологической сознательности, образованности и культуры
- превышение среднегодового уровня загрязнения атмосферного воздуха в городах и посёлках
- вода во многих водоёмах не отвечает нормативным требованиям по качеству
- деградация ландшафтов, снижение плодородия почв
- экологически несовершенные технологии в промышленности, сельском хозяйстве, энергетике и на транспорте

Основной вклад в загрязнение вносят предприятия Смоленская ГРЭС и ОАО «Дорогобуж». Самые загрязнённые районы: Духовщинский, Дорогобужский и Смоленский.

## История
Своё название область получила по городу Смоленску. Исторически области предшествовала Смоленская губерния, и, ранее, Смоленское княжество.
На рубеже VI—VIII веков на территории Смоленщины появляются славяне-кривичи. Погребальная обрядность присутствует в виде длинных курганов.
В недатированной части «Повести временных лет» Смоленск впервые упоминается как центр племенного союза кривичей. Также он упомянут в Устюженском (Архангелогородском) своде под условным 863 годом, когда Аскольд и Дир в походе из Новгорода в Царьград обошли город стороной, так как он был сильно укреплён и многолюден. Достоверность этого упоминания сомнительна, так как Устюжский свод был составлен более чем через 600 лет после событий IX века. Согласно «Повести временных лет», в 882 году Смоленск был захвачен и присоединён к Древнерусскому государству князем Олегом.
Эта ранняя летописная дата не рассматривается как доказательство существования Смоленска уже в IX века (Начальный летописный свод был составлен только в конце XI века), так как археологических следов города на Соборной горе (исторический центр Смоленска) ранее второй половины XI века нет. В 15 км к западу от центра Смоленска расположен крупный Гнёздовский археологический комплекс, включающий остатки торгово-ремесленного поселения и большое число курганов. Основной период их создания определяется Х — началом XI века. Детали погребального обряда комплекса указывают на этническую (славяне, скандинавы и др.) и социальную (знать, воины, ремесленники и др.) неоднородность населения. Центральное поселение возникло в начале X века и являлось ремесленно-торговым центром на так называемом пути «из варяг в греки». Многие исследователи рассматривали Гнёздовский комплекс как древний Смоленск, перенесённый затем на новое место, что должно было объяснить отсутствие археологических слоёв до XI века в самом Смоленске. Согласно другой точке зрения, Гнёздово было погостом — местом пребывания дружины и сбора дани, а Смоленск существовал в это же время и являлся племенным центром кривичей.
Ещё в первой половине XX века археологи находили на Соборной горе лепную керамику в культурном слое, датируемом ими ранним периодом, но эти находки не получили должного освещения. Полевые исследования, начатые в 2014 году экспедицией Института археологии РАН под руководством Н. А. Кренке в верхней части северо-восточного склона Соборной горы, на территории Троицкого монастыря и в других местах, дали ряд материалов, указывающих на существование на Соборной горе сельского поселения конца I тысячелетия н. э., входящего в состав крупного комплекса поселений. Эти датировки были подкреплены серией радиоуглеродных анализов.
В XII век независимое Великое княжество Смоленское переживает свой расцвет, занимая при этом большую часть территории Смоленской области.
В середине XIII века княжество начало терять свои земли. С 1404 года находится в составе Великого княжества Литовского. В 1514 году Смоленск, а позднее другие смоленские земли были присоединены к Великому княжеству Московскому. После Смутного времени, согласно Деулинскому перемирию 1618 года, смоленская земля была возвращена в состав Великого княжества Литовского.
Окончательно Смоленская земля вошла в состав Российского государства в 1654 году в результате русско-польской войны 1654—1667 гг.
Смоленская губерния была образована в 1708 году.

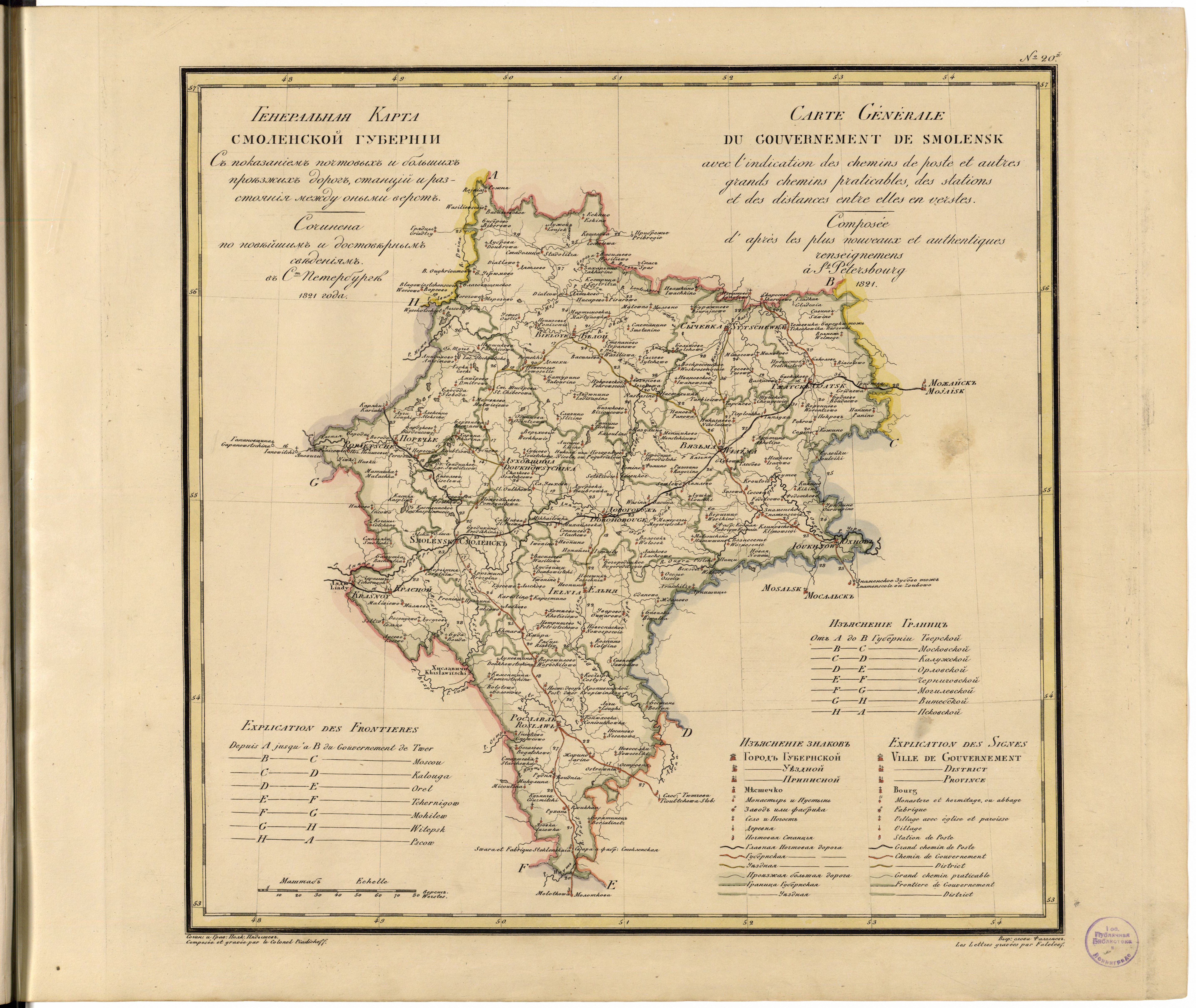
Карта Смоленской губернии 1821 года

30—31 декабря 1918 года в Смоленске было создано белорусское Временное революционное рабоче-крестьянское правительство во главе с Д. Ф. Жилуновичем. 1 января 1919 года Временное революционное правительство опубликовало манифест, провозгласивший образование Советской Социалистической Республики Белоруссия (ССРБ) в составе РСФСР. В состав ССРБ вошла западная часть Смоленской губернии. 5 января 1919 года правительство переехало в занятый красными частями Минск, который стал столицей республики. Смоленская губерния осталась в составе РСФСР по решению ЦИК РСФСР и ЦК РКП(б), вместе с Витебской и Могилёвской губерниями.
Решением ЦИК СССР с 1 октября 1929 года была образована Западная область с центром в Смоленске, в состав которой вошли территории Смоленской, Брянской и Калужской губерний, часть территории Тверской и Московской губерний и Великолукский округ Ленинградской области.
Постановлением ЦИК СССР 27 сентября 1937 года Западная область была упразднена. Из состава Западной и Курской областей были образованы Смоленская и Орловская области. 15 января 1938 года Верховный Совет СССР утвердил создание данных областей. Через полгода Верховный Совет РСФСР подтвердил данное решение. Смоленская область с центром в городе Смоленске вновь стала самостоятельной территориально-административной единицей в составе РСФСР. Первоначально область имела 49 районов, затем до войны добавилось ещё 5 районов. В 1944 году из Смоленской области были переданы 13 районов во вновь образованную Калужскую область и 3 района в Великолукскую область и Смоленщина приобрела современные границы.
См. также:
- Список смоленских наместников
- Русско-литовские войны
- Список войн, проходивших на территории Смоленщины

## Награды
- Орден Ленина (10 марта 1958) — За успехи, достигнутые в подъёме сельского хозяйства, особенно в увеличении производства и заготовок льна и молока.

## Население
Численность населения области по данным Росстата составляет 857 096 чел. (2025). Плотность населения — 17,22 чел./км2. Городское население — 
75,17 % (2022).
Область практически мононациональна: русские составляют более 94 % от указавших национальность(2010).
| Народ                                             | Численность по переписи 2002 года, человек | Численность по переписи 2010 года, человек | Численность по переписи 2021 г., человек (от указавших национальность) |
| ------------------------------------------------- | ------------------------------------------ | ------------------------------------------ | ---------------------------------------------------------------------- |
| Русские                                           | 980 073 (93,37 %)                          | 893 675 (94,66 %)                          | 754 311 (94,71 %)                                                      |
| Белорусы                                          | 16 231 (1,56 %)                            | 12 012 (1,27 %)                            | 5311 (0,67 %)                                                          |
| Украинцы                                          | 17 362 (1,67 %)                            | 12 223 (1,29 %)                            | 5024 (0,63 %)                                                          |
| Армяне                                            | 3893 (0,37 %)                              | 4776 (0,51 %)                              | 3548 (0,45 %)                                                          |
| Таджики                                           | 424 (0,04 %)                               | 938 (0,10 %)                               | 2153 (0,27 %)                                                          |
| Цыгане                                            | 3011 (0,29 %)                              | 2805 (0,30 %)                              | 2072 (0,26 %)                                                          |
| Азербайджанцы                                     | 2416 (0,23 %)                              | 2705 (0,29 %)                              | 1916 (0,24 %)                                                          |
| Узбеки                                            | 533 (0,05 %)                               | 1267 (0,13 %)                              | 1540 (0,19 %)                                                          |
| Татары                                            | 2424 (0,23 %)                              | 2239 (0,24 %)                              | 1293 (0,16 %)                                                          |
| Индийцы                                           | 1 (0,00 %)                                 | 660 (0,07 %)                               | 1090 (0,14 %)                                                          |
| Другие                                            | н. д.                                      | 21 394                                     |                                                                        |
| Лица, не указавшие национальность                 | 11 002                                     | 41 457                                     | 91 960                                                                 |
| показаны народы c численностью более 1000 человек |                                            |                                            |                                                                        |

### Национальный состав
По итогам переписи населения 2020 года проживали следующие национальности (национальности менее 0,1 % и другое, см. в сноске к строке «Другие»):
| Национальность | Численность, чел. | Доля     |
| -------------- | ----------------- | -------- |
| Русские        | 754 311           | 84,90 %  |
| Белорусы       | 5311              | 0,60 %   |
| Украинцы       | 5024              | 0,57 %   |
| Армяне         | 3548              | 0,40 %   |
| Таджики        | 2153              | 0,24 %   |
| Цыгане         | 2072              | 0,23 %   |
| Азербайджанцы  | 1916              | 0,22 %   |
| Узбеки         | 1540              | 0,17 %   |
| Татары         | 1293              | 0,15 %   |
| Индийцы        | 1090              | 0,12 %   |
| Другие         | 110 163           | 12,40 %  |
| Итого          | 888 421           | 100,00 % |

## Административно-территориальное устройство и местное самоуправление

Административная карта Смоленской области

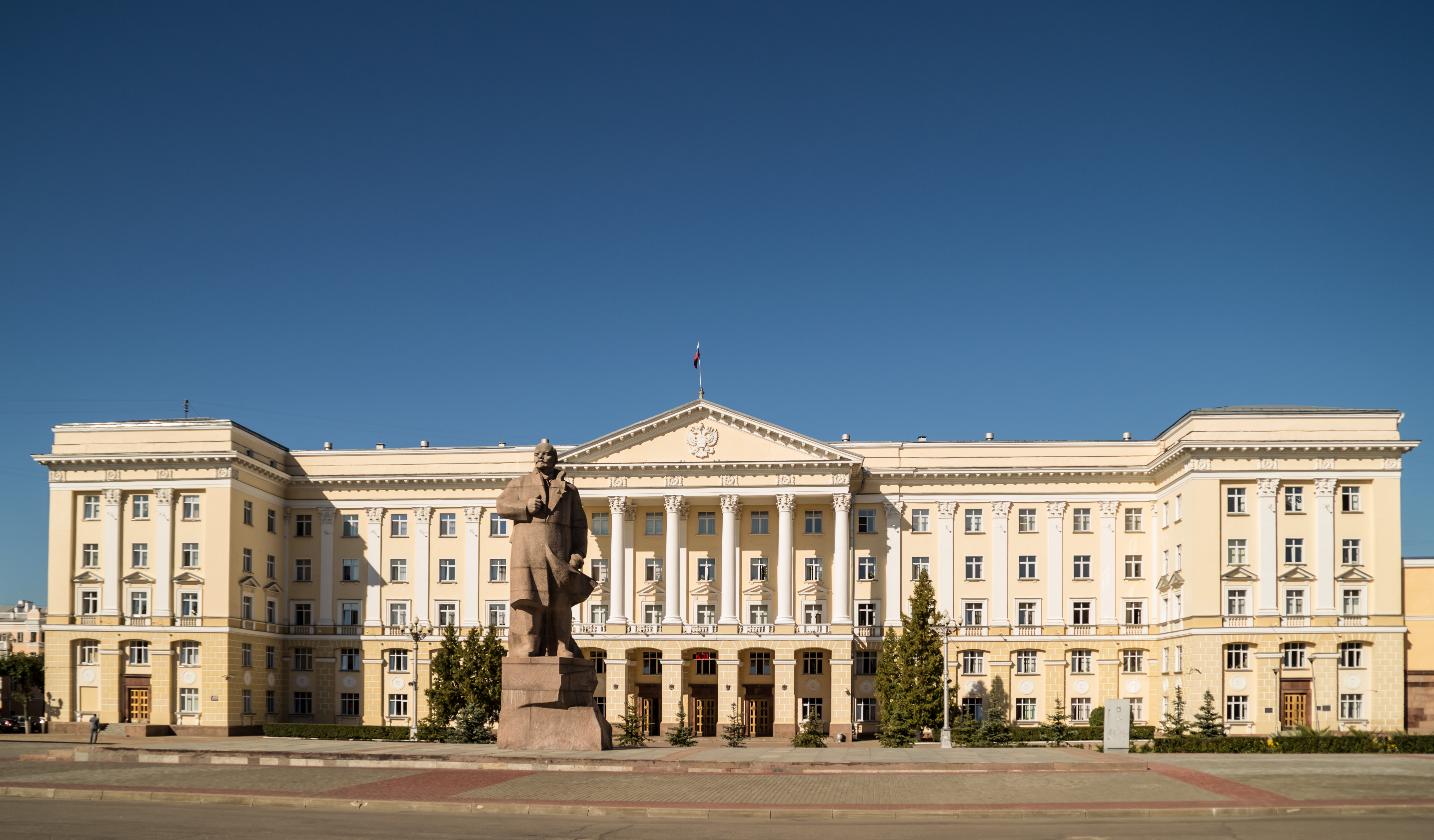
Дом Советов, в котором находятся Правительство Смоленской области и Смоленская областная дума

С 2006 года на территории области существуют 350 муниципальных образований, из них:
- 2 городских округа,
- 25 муниципальных районов,
- 23 городских поселений,
- 300 сельских поселений.

### Городские округа
- Город Смоленск — 310460 (2025)
- Муниципальное образование Город Десногорск — 24684 (2024)

### Муниципальные районы
| №  | Наименование района | Административный центр |
| -- | ------------------- | ---------------------- |
| 1  | Велижский           | г. Велиж               |
| 2  | Вяземский           | г. Вязьма              |
| 3  | Гагаринский         | г. Гагарин             |
| 4  | Глинковский         | с. Глинка              |
| 5  | Демидовский         | г. Демидов             |
| 6  | Дорогобужский       | г. Дорогобуж           |
| 7  | Духовщинский        | г. Духовщина           |
| 8  | Ельнинский          | г. Ельня               |
| 9  | Ершичский           | с. Ершичи              |
| 10 | Кардымовский        | п. Кардымово           |
| 11 | Краснинский         | пгт Красный            |
| 12 | Монастырщинский     | пгт Монастырщина       |
| 13 | Новодугинский       | с. Новодугино          |
| 14 | Починковский        | г. Починок             |
| 15 | Рославльский        | г. Рославль            |
| 16 | Руднянский          | г. Рудня               |
| 17 | Сафоновский         | г. Сафоново            |
| 18 | Смоленский          | г. Смоленск            |
| 19 | Сычёвский           | г. Сычёвка             |
| 20 | Тёмкинский          | с. Тёмкино             |
| 21 | Угранский           | п. Угра                |
| 22 | Хиславичский        | пгт Хиславичи          |
| 23 | Холм-Жирковский     | пгт Холм-Жирковский    |
| 24 | Шумячский           | пгт Шумячи             |
| 25 | Ярцевский           | г. Ярцево              |

### Населённые пункты
Населённые пункты с численностью населения более 5 тысяч человек
| Смоленск | ↘310 460 |
| Вязьма   | ↘49 932  |
| Рославль | ↘43 592  |
| Ярцево   | ↘40 330  |
| Сафоново | ↘37 055  |
| Гагарин  | ↘25 374  |

| Десногорск        | ↘24 618 |
| Верхнеднепровский | ↘10 363 |
| Дорогобуж         | ↘9086   |
| Рудня             | ↘8490   |
| Ельня             | ↘7911   |
| Починок           | ↘7351   |

| Сычёвка | ↘7469 |
| Велиж   | ↘6005 |
| Демидов | ↘6261 |
| Печерск | ↗5754 |

Легенда карты (при наведении на метку отображается реальная численность населения):
|  | от 1 до 4 999 чел. (только районные центры) |
|  | от 5 000 до 9 999 чел.                      |
|  | от 10 000 до 19 999 чел.                    |
|  | от 20 000 до 49 999 чел.                    |
|  | от 50 000 до 299 999 чел.                   |
|  | свыше 300 000 чел.                          |

Подчёркнутые города являются районными центрами.

### Пограничная зона
Часть территории Смоленской области вдоль границы с Беларусью включена в состав пограничной зоны, режим доступа в пределы которой формально ограничен.

## Экономика
Валовой региональный продукт в текущих ценах: 234,7 млрд руб. в 2014 году; 79,2 млрд руб. в 2006 году; 68,4 млрд руб. в 2005 году.

ВРП на душу населения: 242,9 тыс. руб. в 2014 году (53-е место из 85 среди регионов); 232,5 тыс. руб. в 2013 году. Среднедушевые доходы населения в декабре 2015 года составили 34347 руб. в месяц:14.
Консолидированный бюджет области (2022):
доходы — 59 млрд руб.:18;
расходы — 57,9 млрд руб.;
профицит — 1,1 млрд руб.:21
Промышленный комплекс формирует около 38 % ВРП (2006), из них 23,1 % обрабатывающие производства (прежде всего химическая и пищевая промышленности), 8,3 % — энергетика, 6,5 % — строительный комплекс. В агропромышленном комплексе создаётся 10 % ВРП (2006).

### Промышленность
В объёме промышленного производства (55 946 млн руб. (2004)) выделяются ювелирная промышленность (около 15 %; ОАО ПО «Кристалл»), электроэнергетика (около 13 %; Смоленская АЭС, «Смоленскэнерго»), машиностроение (около 12 %; «Автоагрегатный завод» — ЗАО «Сааз АМО Зил», по состоянию на 2020 год данное предприятие ликвидировано), Рославльский вагоноремонтный завод (АО «Рославльский ВРЗ»), пищевая промышленность (около 10 %) и химия (около 9 %; ПАО «Дорогобуж»).
Химическая промышленность
- ПАО «Дорогобуж» (город Дорогобуж) — производитель минеральных удобрений, синтетического аммиака, и слабой азотной кислот и катализаторов. Входит в холдинг «Акрон».
- Несколько предприятий на базе бывшего завода пластмасс (АО «Авангард», ОАО «Полипласт», ЗАО "СП «Компитал», «Колтек-спецреагенты») города Сафоново: производство пластмассовых изделий, кабельной продукции, реагентов для нефтедобывающей и нефтеперерабатывающей промышленности.
- Вяземский завод синтетических продуктов — фармацевтическую и косметическую продукцию.
- ООО «Кондитер» (производство гофрированной бумаги и картона, бумажной и картонной тар).

Строительный комплекс
Основные производители строительных материалов: Смоленский ДСК, кирпичные заводы: Смоленские № 1 и № 2, Вяземский, Рославльский, Сафоновский; Вяземский горно-обогатительный комбинат (щебень и песок для ЖБИ), Вяземский завод железобетонных шпал.
Пищевая промышленность
Регион занимает первое место в Центральном районе по производству молочных консервов и сухого молока, в области множество производителей сыра, крупные производители мучной, мясной, масложировой и овощеконсервной продукции.
Основные представители:
- Гагаринский и Кардымовский заводы сухого молока;
- ООО «Птицефабрика „Сметанино-Бройлер“» (Дочернее предприятие ООО «Смоленский КХП», основной специализацией которого является производство готовых кормов для животных, содержащихся на фермах);
- Смоленский и Вяземский комбинаты хлебопродуктов;
- ООО «Келлогг Рус» (Вяземский пищекомбинат), Смоленское АО макаронных изделий (В 2014 году присоединён в качестве филиала к ОАО «Экстра М»);
- Рославльский жиркомбинат (АО «Растмасло») обрабатывающий льняное и горчичное семя, фасующий растительное масло и выпускающий натуральную олифу «Оксоль»;
- Смоленский консервный завод;
- Краснинский овощесушильный завод.

Машиностроение
Ведущими среди подотраслей являются: автомобильная промышленность (22,3 %) и приборостроение (20,8 %), электротехническая промышленность (10,8 %), машиностроение для лёгкой и пищевой промышленности (7,2 %), а также авиастроение, производство энергетического оборудования и металлургия.
Основное направление специализации машиностроения — изготовление узлов, деталей и запасных частей к автомобилям. Основные предприятия подотрасли:
- Рославльский автоагрегатный завод — тормозная аппаратура (по состоянию на 2020 год предприятие ЗАО «Рааз АМО Зил» находится в процессе ликвидации)[39]

Другие отрасли машиностроения представлены отдельными предприятиями: Смоленский авиационный завод, заводы «Измеритель», «Диффузион», «Кентавр», «Протон», радиодеталей, торгового оборудования, «Инструмент», комплексных дорожных машин, бытовых холодильников (АО «Айсберг»), Дорогобужский котельный завод (п. Верхнеднепровский), Вяземский машиностроительный завод, ОАО «Авангард» (г. Сафоново), Сафоновский электромашиностроительный завод, Рославльский завод алмазных инструментов.
Ремонтные предприятия: Рославльский вагоноремонтный завод, Смоленский и Рославльские авторемонтные предприятия.
Металлургия: Государственное унитарное предприятие города Москвы «Литейно-прокатный завод» (Ярцево).

### Электроэнергетика
По состоянию на конец 2020 года, на территории Смоленской области эксплуатировались четыре электростанций общей мощностью 3995 МВт, в том числе одна атомная электростанция и три тепловые электростанции. В 2020 году они произвели 24 606 млн кВт·ч электроэнергии. Особенностью энергетики региона является резкое доминирование одной электростанции — Смоленской АЭС, на которую приходится около 90 % всей выработки электроэнергии.
На территории области функционируют следующие электростанции:
- Смоленская АЭС (филиал ОАО «Концерн Росэнергоатом») установленной мощностью 3 000 МВт;
- Смоленская ГРЭС (филиал ПАО «Юнипро») установленной мощностью 630 МВт;
- Смоленская ТЭЦ-2 (производственное подразделение филиала ПАО «Квадра» — «Центральная генерация») установленной мощностью 275 МВт;
- Дорогобужская ТЭЦ установленной мощностью 90 МВт.

### Сельское хозяйство
Сельскохозяйственные предприятия Смоленской области в 2020 году произвели продукции на сумму 28 млрд рублей, выручка от её реализации достигла 12,2 млрд рублей, что на 14 % выше уровня 2019 года. Это позволило в том числе увеличить заработную плату в аграрной отрасли региона в среднем на 3,5 тыс. рублей, на уровне 26,5 тыс. рублей. Чистая прибыль превысила 900 млн рублей — почти в 3,5 раза больше прошлогоднего результата.
Животноводство
Молочная отрасль занимает ключевое место в АПК региона — около 70 % всех сельхозпредприятий Смоленской области занимается производством и переработкой молока.
На 01.01.2016 года поголовье крупного рогатого скота составило около 72,8 тысяч голов, в том числе 32,1 тысяч коров, поголовье свиней — 219,6 тысяч голов, поголовье птицы составило 484,8 тысяч голов. Производство 2015 года: молоко — 218,1 тысяч т, мясо — 49,2 тысяч т, яйца — 196,8 млн штук.
Поголовье крупного рогатого скота на конец 2020 года в сельскохозяйственных организациях составляет 115 тысяч голов — на 6 % больше прошлогоднего, в том числе поголовье коров — 51 тысяча, что соответствует уровню прошлого года. Во всех категориях хозяйств произведено 90 тысяч тонн мяса скота и птицы, что на 1 тысячу тонн больше прошлогоднего, причём 68 % от этого объёма составляет мясо свиней.
В 2020 году произведено молока 159,9 тыс. тонн (-1,9 % к 2019). В 2020 году средний надой молока на корову 4818 кг (+176 кг за год), из них сельхозорганизации 4955 кг (+216 кг), КФХ 3766 кг (+52 кг), хозяйства населения 5074 кг (+110 кг)
Средний суточный надой молока в 2020 году по области с молочной коровы составил 9,5 литров (в соседней Калужской области 22,5 литров, среднероссийский показатель 16,9 литров). Поголовье молочных коров составляет 34661 голов. Лучшую жирность молока показал Руднянский район (3,9 %). В среднем по области жирность составляет 3,7 %.
Мясное скотоводство
Агрохолдинг «Мираторг» на 2020 год обладает крупнейшим в мире стадом крупного рогатого скота мясной породы абердин-ангус: более 800 тысяч голов в Брянской, Орловской, Тульской, Калужской, Смоленской и Калининградской области. Агрохолдинг формирует одну из крупнейших в мире референтных баз данных о крупном рогатом скоте абердин-ангусской породы. Создание отечественного геномного индекса племенной ценности этой породы и популярных молочных пород КРС повысит эффективность работы животноводов, снизит себестоимость производства при улучшении качества мяса и молока. «Мираторг» обеспечивает возможность выращивать животных под условия конкретного региона или по запросу конкретного предприятия.
Растениеводство
Сельскохозяйственные угодья области занимают 1,75 млн га (1 % площади сельхозугодий РФ) или 35,2 % её территории. 1,3 млн га приходится на пашню, в южных районах распаханность достигает 70 %.
Валовый сбор зерновых и зернобобовых культур составил 286 тысяч тонн, при урожайности 27,4 ц/га (в 2019 году — 319 тысяч т.). Свыше 60 % зерновых культур приходится на пшеницу: её получено 115,9 тысяч т. при средней урожайности 30 ц/га. Также намолочено 31,5 тысяч т ячменя, урожайность — 31,3 ц/га. В 2020 году вся посевная площадь составила 380 тысяч гектаров, в том числе посевная площадь зерновых и зернобобовых культур подросла на 10 %, составив 143 тысячи гектаров.
В 2020 году 20 предприятий засеяли льном-долгунцом 5,3 тысяч гектаров (+600 га к 2019), 10 % от всей посевной площади в стране (3 место в РФ). Из 20 льноводческих компаний 6 имеют собственную первичную переработку льна. Валовой сбор льнотресты в пересчёте на льноволокно составит более 4,5 тысяч тонн. Областной фонд поддержки предпринимательства выдаёт займы на посев льна-долгунца под 1 % с рассрочкой платежей до 3 лет. Объём инвестиций на строительство компанией «Русский лен» льнозавода по переработке льнотресты с линией механической модификации льноволокна превысил 2 млрд рублей.
Растениеводство области специализируется на кормовых (44 % посевных площадей) и зерновых (45 %) культурах, производстве льна, картофеля и овощей. Под зерновыми занято 160 тысяч га. На 2011—2015 запланировано развитие льняного комплекса. Под выращивание льна требуется отвести 12 000 га.
| тыс. гектар | 1570 | 1438,8 | 1107,1 | 807,7 | 547,4 | 455,8 | 400,2 | 398,2 |

### Инвестиции
С целью увеличения доходной части бюджета в Смоленской области уделяется особое внимание привлечению инвестиций. По состоянию на 2016 год инвестиционный показатель региона вырос более чем в 2 раза в сравнении с 2012 годом. Если в 2012 году область занимала 76-е место среди других субъектов РФ, то в 2016 году оказалась на 33-м. В 2019 году Смоленская область заняла 52 место по данному показателю.

## Транспорт
Основные транспортные узлы региона — города Смоленск и Вязьма.
Расстояние от Смоленска до Москвы — 374 км.

### Трубопроводы и ЛЭП
По территории области проложено четыре нитки транзитного газопровода «Сияние Севера» участка Торжок — Минск — Ивацевичи, доставляющего сибирский природный газ в Западную Европу и Беларусь. Ведётся расширение газопровода Ямал — Европа транзит по которому в 2006 году составил 29,5 млрд м³.
Магистральный газопровод Брянск — Смоленск — Верхнеднепровский с компрессорной станцией в Смоленске и общей протяжённостью 365 км, он предназначен для подачи газа в Смоленск, Рославль, Сафоново, Дорогобуж, Верхнеднепровский. Общая протяжённость магистральных трубопроводов в пределах области превышает 1500 км (2002).
В регионе разветвлённая сеть линий электропередач высокого напряжения, их общая протяжённость превышает 45 тыс. км. Основные магистральные ЛЭП (750 кВ) проложены от Смоленской АЭС в Тульскую (Михайловская подстанция), Брянскую (Новобрянская ПС) и Калужскую (Калужская ПС) области, а также в Беларусь. Передача электроэнергии за пределы области превышает 15 млрд кВт·ч/год.

### Железнодорожный
Территория Смоленской области обслуживается Московской железной дорогой.
Основная железнодорожная двухпутная электрифицированная магистраль Москва — Минск — Брест имеет особое как пассажирское, так и грузовое значение, проходит через Гагарин, Вязьму, Сафоново, Ярцево и Смоленск. Кроме неё действуют однопутные тепловозные линии: историческая Рига — Орёл (через Рудню, Голынки, Смоленск, Починок, Стодолище и Рославль), Смоленск — Сухиничи, Вязьма — Ржев, Вязьма — Брянск, Вязьма — Калуга и Рославль — Сухиничи. Кроме того, действуют внутренние ветки Дурово — Владимирский Тупик (есть пассажирское сообщение), Смоленск — Сошно (ППЖТ Смоленской ГРЭС пос. Озёрный), на Дорогобуж и Верхнеднепровский (только грузовое сообщение). Длина железных дорог общего пользования, находящихся на территории Смоленской области — 1259 км (2002), длина подъездных железнодорожных путей предприятий — 672 км (2002).
Несколько действующих (Рославльское торфопредприятие и Редчинское торфопредприятие) и множество заброшенных узкоколейных железных дорог лесозаготовительных и торфоразрабатывающих предприятий.

### Автомобильный
Протяжённость автомобильных дорог общего пользования в пределах области составляет 10,7 тыс. км, 95 % имеет твёрдое покрытие, свыше 60 % — усовершенствованное. Средняя плотность автодорог с твёрдым покрытием — 204 км на 1000 км² территории. Протяжённость федеральных автомобильных дорог — 697 км (автомагистраль Москва — Минск, автодороги Брянск — Смоленск и Москва — Малоярославец — Рославль), включая в себя 96 мостов и путепроводов.
Из интернет-конференции губернатора Смоленской области Сергея Антуфьева:

…К сожалению, принято решение не направлять в 2010 году субсидии в бюджеты регионов на развитие дорожного хозяйства. Администрация области ведет активные переговоры с федеральными органами власти о выделении Смоленской области бюджетного кредита…

…При этом хочу отметить, что финансирование дорожной отрасли в настоящее время составляет менее 8 % от норматива, рекомендованного Правительством РФ…

Основные автодороги региона:
- М1 «Беларусь» (протяжённость в пределах области — 298 километров, через Гагарин, Вязьму, Сафоново, Ярцево и Смоленск);
- Р120 Орёл — Витебск (221 км, через Рославль, Смоленск и Рудню);
- А101 Москва — Варшава («Старая Польская» или «Варшавка»), протяжённостью 115 км, через Десногорск и Рославль).

К числу значимых следует отнести дороги:
- Р133 Смоленск — Невель;
- Р136 Смоленск — Нелидово;
- Р132 Вязьма — Калуга — Тула — Рязань;
- Р134 «Старая Смоленская дорога» Смоленск — Дорогобуж — Вязьма — Зубцов;
- Р137 Сафоново — Рославль.

Грузооборот автомобильного транспорта области составляет 0,6 млрд т·км, объём перевозки грузов — 19,2 млн т/год (2002).

### Авиатранспорт
Действует аэродром Смоленск-Северный, посадочная площадка Смоленск-Южный, Несколько посадочных площадок с грунтовыми ВПП (в Велиже и других городах) используются только отдельными любителями авиации.
- 10 апреля 2010 года на аэродроме Смоленск-Северный произошла авиакатастрофа, в которой погиб президент Польши Лех Качиньский, его жена Мария Качиньская, известные польские политики, почти всё высшее военное командование, общественные, религиозные деятели[55].

### Городской электротранспорт
В Смоленске действуют трамвайная (с 1901) и троллейбусная (с 1991) системы.

## Религия
Основная исповедуемая религия — православие. На территории области действует Смоленская и Вяземская епархия РПЦ, которая располагает 140 приходами во всех городах и районах области, а также 8 монастырями. В области особенно известны крупные православные монастыри: Аврамиев в Смоленске, Иоанно-Предтечев в Вязьме, Герасимо-Болдинский под Дорогобужем, Спасо-Вознесенский в Смоленске, Свято-Димитриевский в Дорогобуже и Спасо-Преображенский в Рославле. Смоленская область является одним из 15 регионов, в которых с 1 сентября 2006 года был введён в качестве регионального компонента образования предмет Основы православной культуры (ОПК). В некоторых школах области ОПК преподавался ещё с 1991 года.
Кроме того в области зарегистрированы:
- 2 православные старообрядческие общины (г. Смоленск, г. Сычёвка)
- 1 приход Римско-Католической церкви (г. Смоленск)
- 1 Евангелическо-Лютеранская община
- 10 еврейских религиозных организаций (9 в г. Смоленск и 1 в г. Рославль)
- религиозная организация мусульман Смоленска и Смоленской области
- 21 религиозная организация евангельских христиан-баптистов (4 в г. Смоленск, по 1 в ст. Игоревская Холм-Жирковского района, г. Сафоново, пос. Каспля, г. Ярцево, пос. Монастырщина, г. Рославль, г. Ельня, г. Вязьма, г. Дорогобуж, г. Починок, пос. Стодолище Починковского района, г. Велиж, г. Десногорск, г. Гагарин, г. Демидов, Христианская миссия милосердия «Неемия»)
- 19 религиозных организаций христиан веры евангельской (пятидесятников) (7 в г. Смоленске, 2 в г. Ярцево, по 1 в г. Демидов, г. Сафоново, г. Рудня, г. Рославль, г. Десногорск, г. Гагарин, г. Вязьма, д. Лосня Починковского района, пос. Кардымово, реабилитационная Миссия служения осуждённым «Новая Жизнь»)
- 7 религиозных общин Адвентистов седьмого дня (г. Смоленск, пос. Верхнеднепровский Дорогобужского района, г. Сафоново, г. Вязьма, г. Ярцево, г. Десногорск, г. Гагарин)
- 2 религиозные организации христиан веры евангельской «Христианская Харизматическая церковь» (г. Смоленск, г. Рославль)
- 2 религиозные организации Свидетелей Иеговы (д. Новосельцы Смоленского района, г. Дорогобуж)
- 1 религиозная организация «Объединённая Методистская Церковь»
- 1 религиозная организация Церковь Иисуса Христа Святых последних дней
- 1 община Западного регионального управленческого центра Новоапостольской церкви
- 1 религиозное общество вайшнавов (община) им. А. Ч. Бхактиведанты Свами Прабхупады
- 1 религиозная организация «Смоленское общество сознания Кришны»
- 1 религиозная организация «Буддийский центр Алмазного Пути Школы Карма Кагью города Смоленска»

Интересно, что в Любавичах возникло одно из течении в иудаизме — Хабад.

## Наука, образование и культура

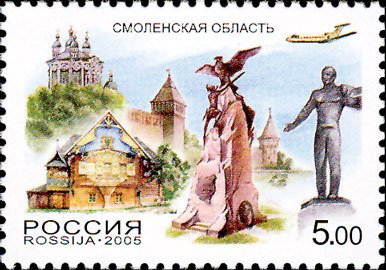
Смоленская область на почтовой марке России 2005 года. На марке изображены Успенский собор, памятник героям Отечественной войны 1812 года, Смоленская крепостная стена, Теремок в Талашкино, Памятник Юрию Гагарину в городе Гагарин, самолёт Як-40.

Смоленская область обладает развитым научным комплексом.

### Наука
Основные научные и проектные учреждения в регионе:
- НИПиКТИ оснований и подземных сооружений им. Н. М. Герсеванова (филиал ГНЦ «Строительство»)
- ГНИИ Машиностроения
- Машиностроительное КБ, Смоленский филиал
- ПКБ ОАО Смоленскэнерго
- ОАО СКТБ Систем программного управления
- НИИ Антимикробной химиотерапии
- АНО «НИИ УКС и ПК» (в процессе ликвидации)

### Образование
Основные образовательные учреждения:
- Смоленский филиал Московского энергетического института
- Смоленский филиал Московского университета МВД России (закрыт в 2011 году)
- Смоленский государственный университет
- Смоленская государственная медицинская академия
- Смоленская государственная сельскохозяйственная академия
- Военная академия войск ПВО ВС РФ
- Смоленская государственная академия физической культуры, спорта и туризма
- Смоленский государственный институт искусств
- Смоленская православная духовная семинария
- Смоленская академия профессионального образования

### Рекреация
Основной природной зоной отдыха является национальный парк «Смоленское Поозерье». В парке созданы пешеходные экологические тропы, водные маршруты, детский экологический лагерь «Лесная республика», особенно популярны минеральный источник «Святой колодец» и городище древнего Вержавска.
В Смоленской области много достопримечательных мест. К значительным объектам туризма относятся:
- Вяземский кремль и Смоленская крепостная стена
- Гнёздовский археологический комплекс
- Историко-художественный заповедник Талашкино
- Катынский лес (Государственный мемориальный комплекс «Катынь»)
- Популярная зона отдыха Красный Бор

### Спорт
Главный футбольный клуб — «Днепр», выступающий во втором дивизионе чемпионата России, СК «Смоленск» Первенство МОА «Черноземье».
Лидеры областного чемпионата: Фк «Металлург» Ярцево, СК «Смоленск», «ВФ МГИУ» Вязьма, «Камея-СГАФКиТ» Смоленск.
Крупнейший стадион области — стадион «Спартак» вместимостью 9000 человек.
Хоккейный клуб «Славутич» — чемпион РХЛ сезона 2013—2014. Домашние матчи проводит в Ледовом дворце Смоленской государственной академии физической культуры, спорта и туризма (СГАФКСТ) вместимостью 1080 человек.
В области есть один 50-метровый плавательный бассейн, расположенный в Смоленске при СГАФКСТ, и 22 25-метровых плавательных бассейна, действуют 5 ДЮСШ по плаванию.

### Музыка
В Смоленской области существует множество музыкальных коллективов, групп различной направленности. В Смоленске и области проводятся концерты, фестивали. Один из наиболее крупных и известных — ежегодный всероссийский рок-фестиваль «Сафоний» в г. Сафоново. Ежегодный музыкальный фестиваль имени М. И. Глинки является старейшим в России.

### Памятники истории и культуры
В 1974 году в Смоленской области насчитывалось памятников и памятных мест, подлежащих государственной охране, в количестве 1996 наименований, в том числе:
а) памятников археологии — 574;
б) памятников истории — 1160;
в) памятников архитектуры — 250;
г) памятников монументального искусства — 12.
согласно перечню.

### Музеи
В области действуют более 25 музеев, два из которых областного подчинения: Смоленский государственный музей-заповедник, Объединённый мемориальный музей Ю. А. Гагарина и один федерального подчинения: Государственный историко-культурный и природный музей-заповедник А. С. Грибоедова «Хмелита». Большинство музеев сосредоточено в городе Смоленск. Старейшим музеем является Смоленский государственный музей-заповедник, основанный в 1888 году, в его составе 12 экспозиционных отделов в Смоленске и 4 филиала по области, занимает 38 зданий (28 из них — памятники истории и культуры).